# Organisations considérées comme terroristes par le Emniyet Genel Müdürlüğü
Liste des organisations considérées comme terroristes par le Emniyet Genel Müdürlüğü (Direction générale de la Sécurité, General Directorate of Security (en)).
- Devrimci Halk Kurtuluş Partisi/Cephesi
- Maoist Komünist Partisi (Parti communiste maoïste, MKP)
- TKP/ML - KONFERANS (Parti communiste de Turquie/marxiste-léniniste, TKP/ML)
- Marksist Leninist Komünist Parti (Parti communiste marxiste-léniniste, MLKP)
- Partiya Karkerên Kurdistan (Parti des travailleurs du Kurdistan, Kongra-GEL, PKK)
- Kürdistan Devrim Partisi (Parti révolutionnaire du Kurdistan, PSK)
- Kürdistan Demokrat Partisi/Kuzey (Parti démocratique du Kurdistan/Nord, Partiya Demokrat a Kürdistan/Bakur)
- Türkiye Hizbullahı
- Hilafet Devleti (HD)
- IBDA-C
- Tevhid-Selam (Kudüs Ordusu)
- Al-Qaïda en Turquie
- Parti Communiste Ouvrier de Turquie (TKIP)